# Passiflora emarginata
Passiflora emarginata är en passionsblomsväxtart som beskrevs av Alexander von Humboldt och Bonpl.. Passiflora emarginata ingår i släktet passionsblommor, och familjen passionsblomsväxter. Inga underarter finns listade i Catalogue of Life.